# Moritz Ludwig
Moritz Ludwig, född den 14 september 2001 i Duisburg, är en tysk landhockeyspelare.

## Karriär
Moritz Ludwig ingick i det tyska landhockeylaget som tog silver vid OS 2024.